# Tennis, tv, trigonometria, tornado (e altre cose divertenti che non farò mai più)
Tennis, tv, trigonometria, tornado (e altre cose divertenti che non farò mai più) è una raccolta di saggi di David Foster Wallace. È composta da sei saggi, scritti tra il 1990 e il 1995 che nell'edizione in lingua originale fanno parte di A Supposedly Fun Thing I'll Never Do Again pubblicata nel 1997 che contiene anche il reportage sulla settimana di crociera ai Caraibi, commissionato dalla rivista Harper's Magazine. Quest'ultimo saggio è stato pubblicato in Italia separatamente con il titolo Una cosa divertente che non farò mai più nel 1998.

## Saggi

### Tennis, trigonometria e tornado
Resoconto di una parte della vita dell'autore, più precisamente della sua carriera giovanile come tennista, e del rapporto che ha stabilito con i venti del Midwest, presenza costante nella quotidianità degli abitanti di tale regione, e con i tornado.

### E Unibus Pluram: Gli scrittori statunitensi e la televisione
Saggio sul rapporto tra la società statunitense e la televisione, che passa poi a descrivere, in senso più ristretto, come le varie critiche alla televisione siano state rese inoffensive da quest'ultima. L'analisi è supportata da citazioni di autori come Don DeLillo o Mark C. Miller, e si concentra prevalentemente sulla corrente postmodernista.

### Invadenti evasioni
Resoconto della visita dell'autore, per conto della rivista Première, alla Fiera Statale dell'Illinois. Si presenta come una "tabella di marcia" dello stesso Wallace, che narra gli avvenimenti con ricche dosi d'ironia e sarcasmo.

### Che esagerazione
Il più breve saggio della raccolta. È una recensione della dissertazione di dottorato di H.L. Hix, riguardante il concetto di "morte d'autore".

### David Lynch non perde la testa
Saggio che parte dalla partecipazione dell'autore a parte delle riprese del film di David Lynch Strade perdute. Wallace è un ammiratore del regista, e buona parte del saggio consiste in analisi del lavoro pregresso di Lynch, del suo immaginario e della sua produzione artistica, corredate da un'ipotesi finale, riassunto delle argomentazioni espresse nelle pagine precedenti, della concezione del "male" e sulla natura dell'opera di Lynch.

### L'abilità professionistica del tennista Michael Joyce come paradigma di una serie di cose tipo la scelta, la libertà, i limiti, la gioia, l'assurdità e la completezza dell'essere umano
Wallace, appassionato nonché ex tennista, racconta la sua presenza ai Canadian Open del 1995, concentrandosi specificamente sul tennista statunitense Michael Joyce, aprendo uno spaccato sul mondo del tennis professionistico, con varie considerazioni di carattere personale e generale.

## Edizioni
- David Foster Wallace, Tennis, tv, trigonometria, tornado (e altre cose divertenti che non farò mai più), traduzione di Vincenzo Ostini, Christian Raimo e Martina Testa, Roma, Minimum Fax, 1997,  p. 317, ISBN 88-86568-76-2.